# George Critton
George Crichton, connu en France sous le nom de George Critton, né vers 1555 et mort à Paris le 8 avril 1611, est un jurisconsulte et helléniste écossais, professeur au Collège royal de France.

## Biographie
Venu de bonne heure à Paris, où il étudia les humanités, il étudia et enseigna le droit à l’université de Toulouse. Revenu à Paris en 1582, « dans le dessein d'en voir plus à loisir les beautés, qu'il avait regardées auparavant sans attention, et de retourner ensuite dans sa patrie », il s'inscrivit au barreau afin se perfectionner et de poursuivre sa pratique. Ses amis le détournèrent toutefois de cette voie, où, comme étranger, il aurait eu peu de chances de trouver un emploi ; ils lui déconseillèrent également de retourner en Écosse, où, catholique, sa vie aurait pu être mise en danger à cause des troubles de la Réforme protestante. 
Il entra alors comme professeur régent au collège d'Harcourt en 1583, puis au collège de Boncourt en 1586. En 1590, il se vit offrir une chaire au Collège royal, mais sa nomination fut contrecarrée par Henri IV, qui installa François Parent à la chaire laissée vacante par Jacques Hélias. Critton entra finalement au Collège royal en 1595, où il obtint la chaire de grec laissée vacante par Daniel d'Auge. En 1600, Critton se rendit à Rome à l'occasion du jubilé de l'année sainte. De retour à Paris, il postula pour devenir docteur en droit canon. Il finit par être reçu jurisconsulte par la faculté de décret de l'Université de Paris en 1609. 
À sa mort en 1611, Nicolas Bourbon lui succéda au Collège royal. Son épouse, Hélène, l'une des sept filles de l'homme de lettres écossais Adam Blackwood, se remaria en 1622 avec François de La Mothe Le Vayer. 
George Critton a laissé quelques pièces en vers et quelques discours en latin, dont un éloge funèbre de Ronsard, prononcé au collège de Boncourt en 1586. Sur sa tombe dans l'église des Jacobins de la rue Saint-Jacques, aujourd'hui disparue, on pouvait lire l'épitaphe suivante : « George Critton, vivant docteur ès droits et historiographe et lecteur du roy ès langues grecque et latine ». On y voyait aussi son buste et une table en marbre portant une deuxième épitaphe en grec et en latin.

## Sources biographiques
- Jean-Pierre Niceron, Mémoires pour servir à l'histoire des hommes illustres dans la république des lettres, avec un catalogue raisonné de leurs ouvrages, vol. XXXVII, 1737, p. 346-357.
- Claude-Pierre Goujet, Mémoire historique et littéraire sur le Collège royal de France, Paris, 1758, t. i, p. 175-186 (lire en ligne).